# 恵み野中央公園
恵み野中央公園（めぐみのちゅうおうこうえん）は、北海道恵庭市にある公園。

## 概要
「恵庭ニュータウン恵み野」開発計画の環境軸として位置づけられ、恵み野の中央部にある総合公園。恵み野中央公園は日本庭園、野外音楽堂、冒険広場の3区画に分かれており、恵み野地区を緑地含め帯状に形成されている。サンクンガーデン方式で2mほど低く設計、道路を横断する必要がないように3区画を遊歩道のトンネルで接続している。

日本庭園や野外音楽堂で『恵庭アコースティック野外音楽祭』（エコフェス）のイベントを毎年5月第3日曜日に開催している。過去に開催されたイベントでは野外音楽堂で『えにわ農業まつり』が1986年から毎年8月中旬に開催していた。

## 沿革

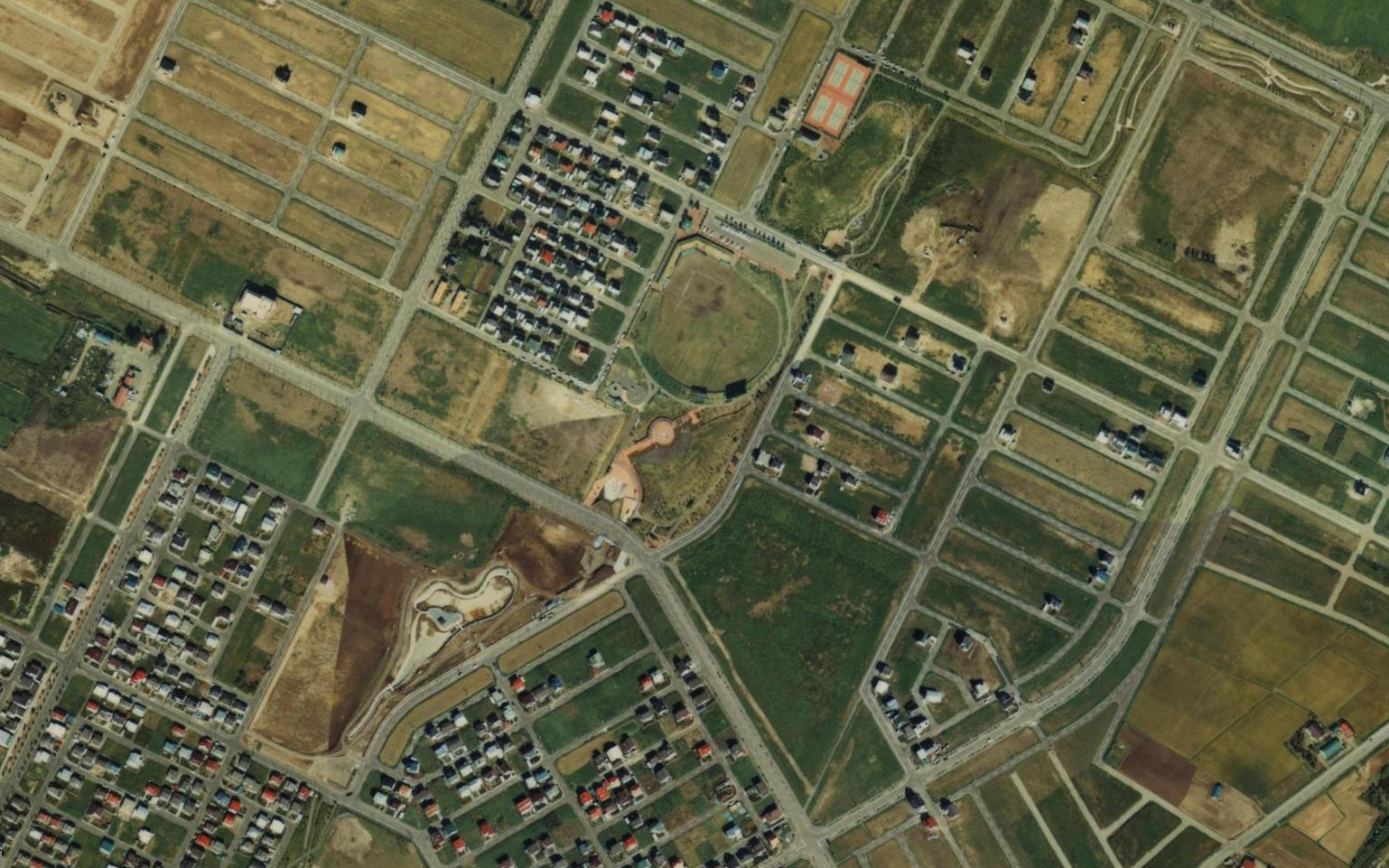
造成中の恵み野中央公園（1985年）左から日本庭園、野外音楽堂、冒険公園。

1983年7月9日に野外音楽堂がオープンし、こけら落しには札幌交響楽団コンサートが行われた。オープンしたことにより恵み野中央公園が開園した。翌日には恵み野野球場と庭球場が完成し、野球場で人気タレント野球試合や少年野球大会などが開催された。
1985年に日本庭園が完成したことにより恵み野中央公園の造成が完了した。

### 年表
- 1983年 - 野外音楽堂オープン。野球場、庭球場開設。
- 1984年 - 『スウェーデン民族音楽のつどい』開催[10]。
- 1985年 - 日本庭園完成。

## 施設
日本庭園
- 多目的運動広場
- 日本庭園
  - 池（面積 5,000平方メートル[8]）
  - 四阿[8]

野外音楽堂
- 円形ステージ
- 野球場
  - 中堅 120m 両翼 91m（敷地面積 24,590平方メートル）[14]
  - 本部席、ダッグアウト[14]
  - 駐車場 74台

冒険広場
- 庭球場
  - 砂入り人工芝4面（敷地面積 2,664平方メートル）[15]
  - 夜間照明設備[15]
  - 管理棟[15]
- 公園管理事務所

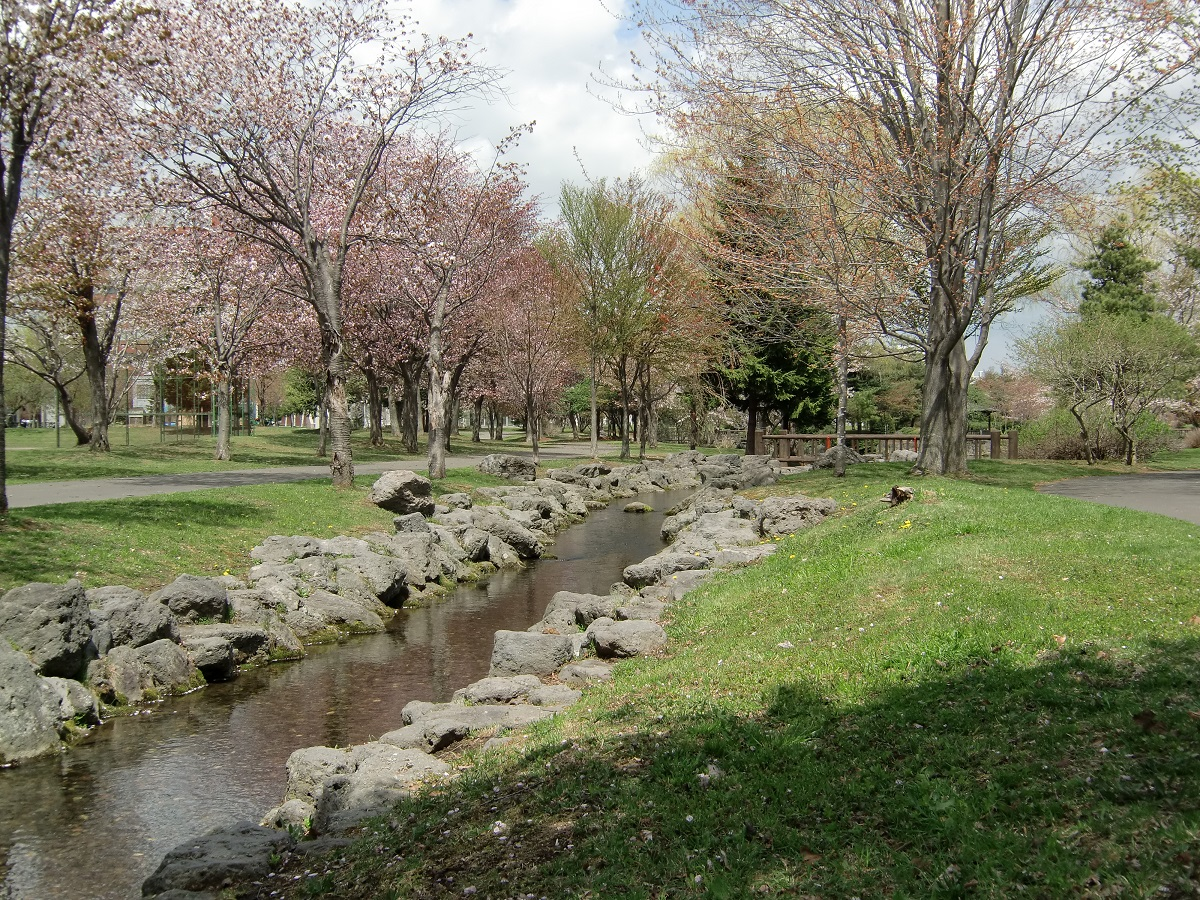
園内の水路（2013年5月）
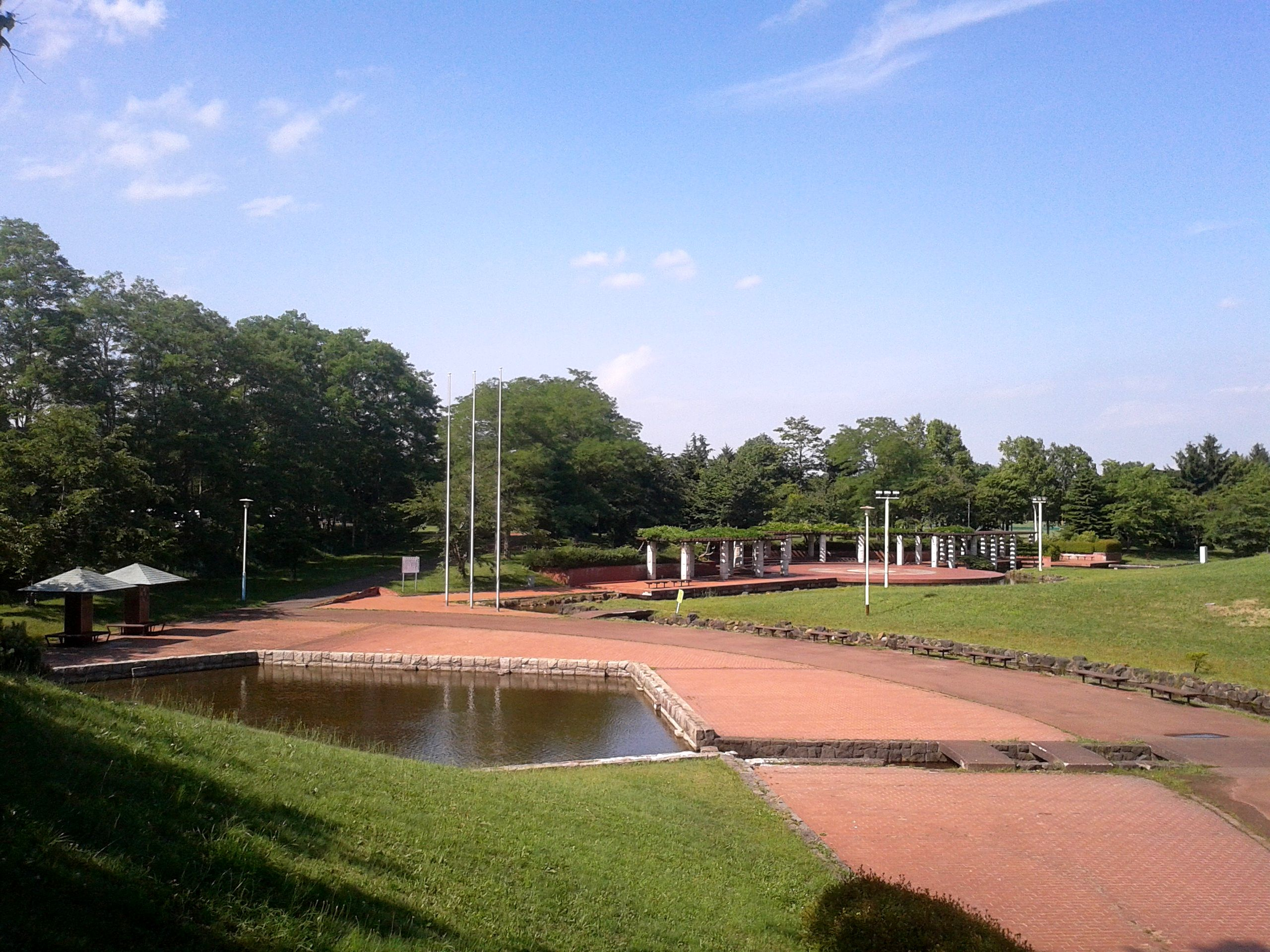
野外音楽堂（2013年7月）